# Parco nazionale Cozia
Il parco nazionale Cozia (in romeno Parcul naţional Cozia) è un'area naturale protetta che si trova nella Romania centrale. Istituito nel 1966.